# Milavići
Milavići so naselje v občini Bileća, Bosna in Hercegovina. 

## Deli naselja
Milavići.

## Prebivalstvo
| Pregled števila prebivalcev po letih | Pregled števila prebivalcev po letih | Pregled števila prebivalcev po letih | Pregled števila prebivalcev po letih | Pregled števila prebivalcev po letih | Pregled števila prebivalcev po letih |
| ------------------------------------ | ------------------------------------ | ------------------------------------ | ------------------------------------ | ------------------------------------ | ------------------------------------ |
| 1948                                 | 1953                                 | 1961                                 | 1971                                 | 1981                                 | 1991                                 |
| -                                    | -                                    | -                                    | 125                                  | 105                                  | 72                                   |

| Narodna sestava prebivalstva po letih                                                                                       | Narodna sestava prebivalstva po letih                                                                                       | Narodna sestava prebivalstva po letih                                                                                     |
| --- | --- | --- |
| 1971 | 1981 | 1991 |
| . skupaj: 125 Srbi 98 (78,40 %) Muslimani 27 (21,60 %) Hrvati 0 (0,00 %) Jugoslovani 0 (0,00 %) drugi in neznano 0 (0,00 %) | . skupaj: 105 Srbi 87 (82,85 %) Muslimani 17 (16,19 %) Hrvati 0 (0,00 %) Jugoslovani 1 (0,95 %) drugi in neznano 0 (0,00 %) | . skupaj: 72 Srbi 64 (88,88 %) Muslimani 8 (11,11 %) Hrvati 0 (0,00 %) Jugoslovani 0 (0,00 %) drugi in neznano 0 (0,00 %) |